# Nacktschnecken
Pour plus de détails, voir Fiche technique et Distribution.
Nacktschnecken (Limaces en français) est un film autrichien de Michael Glawogger, sorti en 2004.

## Synopsis
Johann, Max et Mao, trois anciens étudiants, végètent à Graz. Johann travaille à La Poste, Max cherche à imposer ses idées révolutionnaires dans la publicité. Mao deale quelquefois de la drogue pour Schorsch qui lui présente un proxénète, qui lui conseille de tourner dans un film porno. Johann et Max sont vite d'accord et engagent après un casting Mara et Martha pour les rôles principaux. Mais bientôt il s'avère que tout n'est pas si léger et que le sexe devant la caméra est un travail pas si facile.

## Fiche technique
- Titre : Nacktschnecken
- Réalisation : Michael Glawogger
- Scénario : Michael Ostrowski et Michael Glawogger
- Musique : Patrick Pulsinger (de)
- Direction artistique : Maria Gruber (de)
- Décors de plateau : Maria Gruber
- Costumes : Martina List
- Photographie : Wolfgang Thaler
- Son : Ekkehart Baumung, Karin Hartusch
- Montage : Andrea Wagner
- Production : Danny Krausz, Kurt Stocker
- Sociétés de production : Dor Film
- Société de distribution : Filmladen (de)
- Pays de production :  Autriche
- Langue : Allemand
- Format : Couleurs - 1,85:1 - Stéréo (Dolby Digital) - 35 mm
- Genre : Comédie
- Durée : 90 minutes
- Dates de sortie : Autriche 5 mars 2004

## Distribution
- Raimund Wallisch : Johann
- Michael Ostrowski : Max
- Pia Hierzegger : Mao
- Sophia Laggner : Martha
- Iva Lukic : Mara
- Detlev Buck : Harry
- Brigitte Kren : Anita
- Mike Supancic (de): Reini
- Georg Friedrich : Schorsch
- August Schmölzer (de) : le proxénète
- Andreas Kiendl : Alfred